# La banalità del male
La banalità del male: Eichmann a Gerusalemme (Eichmann in Jerusalem: A Report on the Banality of Evil, 1963) è uno dei più noti saggi di Hannah Arendt.

## Genesi dell'opera
La lettera Eichmann a Gerusalemme: resoconto sulla banalità del male è sostanzialmente il diario dell'autrice, inviata del settimanale The New Yorker, sulle sedute del processo ad Adolf Eichmann. Arendt scrisse cinque articoli per la rivista tra febbraio e marzo del 1963 che, nel maggio dello stesso anno, con integrazioni, uscirono in forma di libro. Il gerarca nazista, rifugiatosi nel 1945 in Argentina, fu ivi prelevato dagli israeliani nel 1960, processato per genocidio nel 1961 a Gerusalemme e condannato a morte per impiccagione. La sentenza fu eseguita il 31 maggio 1962.
Il titolo originale dell'opera è Eichmann in Jerusalem - A Report on the Banality of Evil. Non senza ragione, l'editore italiano ritenne opportuno invertire l'ordine del titolo. Dal dibattimento in aula, infatti, Arendt ricaverà l'idea che il male perpetrato da Eichmann - come dalla maggior parte dei tedeschi che si resero corresponsabili dell'Olocausto - fosse dovuto non a un'indole maligna, ben radicata nell'anima (come sostenne nel suo Le origini del totalitarismo) quanto piuttosto a una completa inconsapevolezza di cosa significassero le proprie azioni.

## La corte, le condizioni del processo e l'imputato
La banalità del male inizia con una disamina delle condizioni sociali all'epoca del processo ad Adolf Eichmann: secondo Arendt, le esigenze politiche influenzarono la credibilità del processo: il pubblico ministero Gideon Hausner fu condizionato dal primo ministro israeliano Ben Gurion, "giustamente chiamato 'l'architetto dello Stato'", pur non assistendo ad alcuna seduta.  Anziché limitarsi a giudicare esclusivamente le azioni dell'individuo Adolf Eichmann, il Pubblico ministero cercò di far sì che la corte (presieduta da Moshe Landau) operasse una disamina generale dell'antisemitismo nazista: un processo di caratura ben più alta, dunque, che avrebbe aumentato la popolarità dello stato di Israele presso gli ebrei sparsi per il mondo; inoltre avrebbe permesso di mettere in cattiva luce i paesi arabi del Medio Oriente, con cui Israele era in conflitto, ricordando le loro simpatie per il nazismo. Arendt critica duramente il discorso di apertura tenuto dal pubblico ministero Gideon Hausner, in particolare la frase "noi non facciamo distinzioni etniche". Nell'opinione dell'autrice, il processo ad Eichmann era fondato proprio sulle distinzioni etniche e religiose: l'imputato era accusato di crimini "contro il popolo ebraico" e di crimini contro l'umanità "commessi sul corpo del popolo ebraico", oltre ad essere strumentalizzato dalla politica del giovane Stato d'Israele.
Successivamente si passa all'esame dell'imputato. Adolf Eichmann, nato a Solingen in Renania nel 1906, fu studente poco brillante: si ritirò dalle scuole superiori come da quelle di avviamento professionale. Lavorò come minatore nella compagnia del padre finché questi non riuscì a trovargli un lavoro alla compagnia elettro-tranviaria austriaca. Un suo zio – sposato a un'ebrea – era amico del presidente della compagnia petrolifera austriaca Vacuum e riuscì a convincerlo ad assumere Eichmann come rappresentante.
Entrò nel partito nazista austriaco nel 1932 senza troppa convinzione, seguendo il consiglio del suo amico Ernst Kaltenbrunner «… gli disse 'perché non entri nelle SS?' – e lui rispose: 'Già, perché no?'», essendo scontento dal suo lavoro. Non conosceva nulla del partito nazista, non aveva mai letto il Mein Kampf (come pure nessun altro libro), giustificava il proprio impegno politico asserendo di non accettare le condizioni imposte alla Germania dal Trattato di Versailles del 1919 e dicendo di volerle cambiare: una motivazione generica, che avrebbe potuto pronunciare prima di entrare in qualsiasi partito, tanto era opinione diffusa tra i tedeschi che il trattato fosse stato troppo punitivo.
Quando il partito nazista austriaco divenne illegale ritornò in Germania, dove un ufficiale lo spinse alla carriera militare: "Giusto, pensai tra me, perché non diventare un soldato?". L'autrice sottolinea come il quadro tracciato non sia quello di un efferato criminale, quanto piuttosto di un uomo semplice, la cui personalità rasentava la mediocrità. Durante il regime nazista, come durante tutta la sua vita, egli visse per inerzia, guidato dal padre, dalle amicizie, dalla situazione in cui viveva. Era pericolosamente privo di iniziativa e di spessore culturale e morale; quest'ultimo non andava oltre i condizionamenti che gli erano stati dati dalla società.

## La carriera di Eichmann
L'impressione sembra confermata dal motivo del suo ingresso nelle SS: egli entrò nel servizio di sicurezza delle SS (RSHA) confondendolo con il servizio di sicurezza del partito, ovvero il servizio di scorta delle sue alte personalità. Per quattro mesi lavorò di malavoglia all'ufficio di raccolta informazioni sui massoni, prima di essere trasferito al corrispondente ufficio ebraico.
Quando gli fu regalato Lo Stato ebraico, di Theodor Herzl, lo divorò avidamente: fu il suo primo libro; imparerà poi la lingua yiddish, e leggerà di sua iniziativa Storia del sionismo di Adolf Böhm; questa cultura riuscì a farlo nominare "esperto in questioni ebraiche". In un contesto come quello delle leggi razziali del 1935 – che da molti ebrei erano state accettate come la semplice regolamentazione di pratiche già in uso – egli si prefiggeva di "aiutare gli ebrei a fondare un loro Stato", organizzandone l'emigrazione forzata; si considerava un idealista-realista: realizzava il volere del partito (una Germania Judenrein, ripulita dagli ebrei) e il volere della razza ebraica (avere un proprio territorio).
Rubandone l'idea a un suo superiore, risolse i problemi che sorgevano nell'emigrazione: l'ebreo doveva comprare i permessi necessari all'espatrio da diversi uffici, ma questi rilasciavano permessi dalla scarsa durata – molto spesso scadevano prima che l'emigrante riuscisse a completare la trafila burocratica – ed egli risolse il problema concentrando in un solo edificio un rappresentante di ogni istituto atto a rilasciarli, dotando poi gli emigranti della valuta straniera (necessaria a entrare nel paese di destinazione) mediante un accordo coi capi delle comunità ebraiche: questi si facevano prestare ingenti somme dalle comunità ebraiche estere, per rivendere il contante agli ebrei tedeschi ad un cambio doppio.
L'autrice traccia quindi il profilo psicologico di Adolf Eichmann: un uomo mediocre, che vive di idee altrui e si attribuisce meriti che non ha pur di sfuggire alla mediocrità; oltretutto, sarà proprio questo a metterlo nei guai: nel 1957 rilascerà un'intervista al giornalista ed ex-SS Willem Sassen, stanco della vita poco stimolante che gli offriva il suo nascondiglio in Argentina (dove lavorava come dipendente della filiale automobilistica della Mercedes Benz, con mansioni di meccanico e di caporeparto), per rivivere le emozioni dei giorni in cui si sentiva realizzato. Il quadro è aggravato dalla sua propensione a parlare per frasi fatte e dalla sua incoerenza: all'inizio del processo dichiarò di non voler prestare giuramento – in quanto "ho imparato che è la sola cosa che non vada mai fatta" – per poi alla prima udienza scegliere di deporre sotto giuramento.
Quanto poco si rendesse conto di quel che diceva e quanto poco sapesse capire gli altri risultò dalla deposizione in cui si dichiarò "salvatore del popolo ebraico", in quanto aveva fatto emigrare centinaia di migliaia di persone, altrimenti condannate a morte. Secondo Arendt, «quanto più lo si ascoltava, tanto più era evidente che la sua capacità di esprimersi era strettamente legata a un'incapacità di pensare, cioè di pensare dal punto di vista di qualcun altro. Comunicare con lui era impossibile, non perché mentiva, ma perché le parole e la presenza degli altri, e quindi la realtà in quanto tale, non lo toccavano». Forse se avesse avuto una memoria migliore e un avvocato più capace avrebbe potuto propagandare meglio quest'idea: all'inizio il nazismo considerava in effetti come unici interlocutori proprio i sionisti; si era addirittura stipulato un accordo secondo cui l'ebreo poteva mantenere il proprio denaro anche in caso di emigrazione, purché lo cambiasse in merci prodotte dalla Germania (che al proprio arrivo in Palestina sarebbero state rivendute dai capi ebraici, che avrebbero tenuto una quota della vendita per la loro mediazione).
La sua cronica mancanza di memoria lo condannerà a non poter mai controbattere seriamente alle accuse: egli ricordava solo i propri successi personali, i suoi stati d'animo e le frasi fatte ad essi collegate: ricorderà tutte le sue quattro promozioni tra il 1937 e il 1941, e l'arrivo al ruolo di comandante del centro per l'emigrazione berlinese – per lui una condanna: nel 1941, in piena guerra, non si parlava più di espellere gli ebrei. La sua carriera era finita.
Le sue responsabilità erano inoltre minori di quanto sembrasse: egli era solo il capo dell'ufficio B4 sottosezione 4 dell'RSHA, ufficio per la sicurezza nazionale delle SS. Il clamore intorno a lui nacque perché durante il Processo di Norimberga molti cercarono di scaricare su di lui le proprie responsabilità, ritenendolo morto. Uomo di bassa cultura benché di solida estrazione sociale, era estremamente zelante sul lavoro; non per ideologia ma per il desiderio di compiacere i propri comandanti e guadagnarsi riconoscimenti.
Trovatosi ad organizzare l'emigrazione in pieno tempo di guerra, ebbe l'idea di realizzare il progetto del Führer di uno Stato Judenrein spostando tutti gli ebrei nella parte orientale della Polonia, fuori dal Reich tedesco. Incontrate le resistenze di Hans Frank – governatore della Polonia, il quale non sopportò di vedere prevaricata la propria autorità. – abbandonò l'iniziativa personale, sinceramente convinto che Frank volesse pensare da sé agli ebrei residenti in Polonia, e si dedicò ad attuare progetti assegnati al suo ufficio da tempo, ma giacenti in quanto irrealizzabili, come l'emigrazione di quattro milioni di ebrei in Madagascar, progetto assegnatogli dall'RSHA come mascheramento (come ovvio, poiché non vi erano mezzi né possibilità logistiche per spostare quattro milioni di persone in un territorio francese, con l'oceano Atlantico saldamente in mano agli inglesi).
A lui si deve l'organizzazione di Theresienstadt, ghetto – campo di concentramento "umano", realizzato a scopo propagandistico (unico campo visitabile dalla Croce Rossa; quando dei rappresentanti in visita chiesero di poter vedere anche il campo di Bergen-Belsen, fu loro impedito sostenendo che era in atto un'epidemia di tifo) e presentato dai nazisti come "tipico esempio di insediamento ebraico". A Theresienstadt venivano deportati principalmente vecchi e personalità ebraiche in vista: era un paese di campagna evacuato, recintato per l'occasione, dove alle alte personalità ebraiche veniva fatto credere di vivere al confino. I loro averi erano confiscati col pretesto di pagare l'alloggio in cui vivevano, che - secondo la propaganda nazista - sarebbe diventato di loro proprietà. Solo in seguito divenne evidente la funzione propagandistica del campo di concentramento ed il suo vero ruolo di "centrale di smistamento" verso gli altri lager.
Due mesi dopo l'attacco all'Urss, Reinhard Heydrich mise al corrente Eichmann della decisione del Führer: la "soluzione finale". Egli durante la deposizione si perde a raccontare i dettagli del suo senso di vuoto, coerentemente con sé stesso. Lo sterminio non sarà mai nominato: si useranno termini quali "soluzione finale" e "lavoro all'est".
Al termine della riunione, ad Eichmann verrà ordinato di esaminare il nuovo campo di concentramento di Majdanek. Qui abbiamo altre prove dell'assoluta normalità di quest'uomo, e di come l'idea che in lui vi sia un "male radicale" sia senza senso: egli è vicino a svenire quando gli viene mostrata un'esecuzione (effettuata collegando il motore diesel di un sommergibile russo ad una baracca di legno sigillata); scapperà dal campo per rifugiarsi a contemplare le forme di una stazione ferroviaria, e da qui eviterà sempre di recarsi nei campi di concentramento, eccetto Auschwitz: qui gli erano evitate le visioni più crudeli, in quanto buon amico del direttore Rudolf Höß.
Sapeva quindi il destino degli ebrei da lui deportati, e malgrado questo ed il senso di disagio non fece nulla per impedirlo; si costrinse anzi a lavorare con più zelo, per bilanciare le sue repulsioni. Di fronte alle prove che Eichmann aveva coscienza di quanto provocato dalle sue azioni, il suo avvocato dichiarò che egli aveva agito per ragion di Stato: ma accettare questa tesi avrebbe significato accettare la tesi che Hitler stesse agendo per il bene dello Stato. 
Chi fu davvero in grado di mantenere "intatta la coscienza" nella Germania nazista? Nemmeno i cospiratori del 20 luglio 1944 (Operazione Valkiria), secondo Arendt, vi riuscirono. È vero che questi uomini che, sia pur tardivamente, si opposero a Hitler, mostrarono un coraggio ammirevole, ma a ben guardare essi si mossero solo in conseguenza dell'evidente e inevitabile tracollo nazista. Di fatto in Germania "la coscienza in quanto tale era morta". Pochissimi si opposero fin dall'inizio senza esitazioni, come ad esempio il filosofo Jaspers. Arendt cita inoltre l'esempio di due ragazzi, figli di contadini che, arruolati a forza nelle SS, si rifiutarono di dare il loro contribuito. Furono condannati a morte, e nella loro ultima lettera a casa scrissero: "Tutti e due preferiamo morire che avere sulla coscienza cose così terribili. Sappiamo che cosa fanno le SS". La rara posizione di "queste persone, che sul piano pratico non poterono mai far nulla, era molto diversa da quella dei cospiratori. Essi avevano conservata intatta la capacità di distinguere il bene dal male, non avevano mai avuto crisi di coscienza".
Dalla conferenza di Wannsee, in cui fu spiegato ai vari ministri che Hitler voleva procedere alla soluzione finale, Eichmann uscì rinfrancato: egli, per la propria estrazione sociale, aveva soggezione di fronte a chi avesse completato gli studi oppure occupasse una buona posizione sociale, e si convinse che – dopotutto – se quella gente così rispettabile si era dimostrata entusiasta della proposta, non spettasse a lui giudicarla.
Da esperto in emigrazione divenne quindi esperto in evacuazione: organizzava il trasporto degli ebrei tra i vari campi, i quali accettavano senza ribellioni e pronti a collaborare, tranquillizzati dai capi dei Consigli Ebraici (Judenräte) – che avevano salva la propria vita e quella di altri ebrei illustri in cambio della collaborazione. Secondo Arendt, Pinchas Freudiger, "un distintissimo ebreo ortodosso" e capo di un Consiglio Ebraico, durante una rumorosa testimonianza al processo aveva sostenuto che se gli ebrei avessero tentato di fuggire, almeno il 50% di loro sarebbero stati ripresi e uccisi. Al che l'autrice aggiunge che "egli dimenticava però che furono uccisi il novantanove per cento di coloro che non fuggirono… ma lui, personalmente, era fuggito in Romania, perché era ricco».
Come Eichmann – prono a sentirsi inferiore e legittimare gesti orribili se voluti da gente che riteneva ammirabile – si comportò il resto della Germania: alla fine della guerra molti dichiararono di essere sempre stati "internamente contrari" alle soluzioni naziste, ma di aver messo da parte le proprie convinzioni personali. La loro morale era data dalla società che avevano intorno, e nella Germania nazista le iniziali titubanze erano semplicemente derivanti dall'abitudine a una vecchia società, e venivano presto sostituite inconsciamente dalla morale che il "Führer" propagandava.
Questa visione venne supportata quando Eichmann, in una successiva udienza, giunse a dire di essersi comportato secondo l'etica kantiana; questa prevede, conformemente all'imperativo categorico, che si debba "agire in modo che le nostre azioni possano diventare una legge universale". Eichmann pervertì il concetto arrivando a dire che egli si comportò come pensava che il Führer avrebbe voluto legiferare e insistendo alternativamente sui pregi e i difetti dell'obbedienza cieca, ovvero Kadavergehorsam. Inoltre, a sostegno di questa tesi dichiarò di aver avuto una crisi di coscienza quando Heinrich Himmler, verso la fine del conflitto, ordinò di sospendere le deportazioni per aprire trattative con gli alleati, certo ormai della sconfitta. Trovatosi quindi senza mezzi di trasporto, sui quali non aveva più autorità, Eichmann fece marciare 50.000 ebrei a piedi verso i campi di concentramento, poiché sapeva che Himmler non stava tenendo una condotta che il Führer avrebbe approvato. Questo fa risaltare ancor di più quanto poco egli fosse dotato di empatia, se la ritenne una giustificazione a suo favore in un processo in terra ebraica.

## Il ruolo di Eichmann nelle deportazioni
Tra la conferenza di Wannsee e la fine delle deportazioni nei lager, Eichmann perse le sue competenze in emigrazione, per diventare amministratore della macchina organizzativa: egli requisiva treni e pianificava gli spostamenti in base alla capacità dei campi di concentramento. Il suo primo incarico fu una prova di deportazione in un vecchio campo di concentramento nella Francia occupata, dove furono trasferiti circa 7000 ebrei. Eichmann in questa fase mitiga i propri sensi di colpa scaricando la responsabilità sui governi dell'Europa: secondo la sua visione, Hitler si è trovato costretto a questa scelta poiché nessuno Stato aveva accettato le masse ebraiche che Eichmann costringeva all'emigrazione, senza considerare che nessuno Stato avrebbe potuto accettare masse di apolidi senza alcun patrimonio: le leggi del Reich prevedevano che un cittadino che avesse lasciato il territorio tedesco – senza inoltrare richiesta di visto – avrebbe automaticamente perso la cittadinanza; alla perdita della cittadinanza lo Stato era autorizzato a confiscarne i beni. Questo è il trucco burocratico che permetterà ai nazisti di ammassare ebrei nei campi (fuori dal territorio del Reich) e confiscarne ogni avere.
Nel giugno 1943, il Reich viene proclamato Judenrein. Nel resto dell'Europa occidentale, le deportazioni procedettero in maniera disomogenea: la Francia del Governo di Vichy acconsentì alla deportazione di 100.000 ebrei stranieri, ma poiché l'antisemitismo qui era di natura sciovinista, non fece altrettanto per gli ebrei francesi – sabotandone la deportazione in maniera simile a quella dei belgi: essi arrivarono a lasciare aperti i vagoni diretti verso i campi di concentramento, di modo che gli ebrei potessero fuggire senza che il Reich potesse incolparli di tradimento (questo però non basterà a salvare oltre 25.000 ebrei). La Norvegia di Vidkun Quisling consegnò quasi tutti gli ebrei rimasti sul territorio (circa 7000), mentre la Danimarca fu l'esempio più lampante di come i gerarchi nazisti, secondo la Arendt, compissero il male semplicemente perché condizionati dalla società hitleriana: l'intero popolo danese si ribellò alle deportazioni, il re arrivò a mettere la fascia ebraica, i ministri minacciarono di presentare dimissioni se costretti a promulgare leggi razziali, e gli abitanti di Copenaghen organizzarono un'evacuazione con la Svezia – che proteggeva gli ebrei – pagando di tasca propria i costi per gli ebrei non abbienti. Ricondizionato dai lunghi anni trascorsi nella società danese, il comandante tedesco Werner Best – cui era stato ordinato di procedere alla deportazione forzata – proibì ai suoi uomini di violare qualsiasi proprietà privata, e sparse la voce dell'imminente rastrellamento per permettere agli ebrei di barricarsi nelle proprie case. Da questo paese furono deportati solo 470 ebrei.
L'Italia, invece, secondo l'autrice, fu "doppiogiochista", perché era il solo Stato la cui sovranità era rispettata dai tedeschi, e sebbene Benito Mussolini promulgasse leggi razziali, queste esentarono (tuttavia solo inizialmente) ogni ebreo iscritto al partito fascista (inutile dire che l'iscrizione al partito era praticamente condizione necessaria, in quegli anni). Quando i nazisti poterono agire in territorio italiano – nel 1943 – molti generali italiani ingannarono le truppe naziste, evitando di consegnare circa 20 000 ebrei, con la scusa che non gli era possibile, in quanto fuggiti nel principato di Monaco.
Nei Balcani, i nazisti si assicurarono l'appoggio popolare creando nuovi stati; questi territori presentavano enorme disomogeneità nella composizione sociale, erano un insieme di più etnie: Il nazismo appoggiò la creazione di “stati delle minoranze”, come la Croazia. Questo paese non fece nulla per contrastare i voleri di Hitler, salvo concedere uno status di “ariano onorario” agli ebrei che avessero accettato di donare ogni proprio bene allo Stato; qui furono deportati in 30.000.
In Serbia un conteggio delle vittime risulta quasi impossibile; questo paese aveva avuto l'ardire di ribellarsi al governo filonazista con un colpo di Stato, e le truppe naziste presenti erano esortate a uccidere sul posto sia ebrei che partigiani. 
Ai tentativi nazisti di deportare gli ebrei bulgari, la popolazione si oppose con decisione, e la stessa linea di condotta fu tenuta apertamente dal parlamento. Il re Boris III venne considerato dai tedeschi responsabile dello stato di cose e, quasi certamente, ucciso dallo spionaggio tedesco. Al contrario la Romania, guidata dal maresciallo Ion Antonescu, capo della Guardia di ferro e dittatore del paese, "varò leggi antiebraiche che furono le più severe d'Europa". Lo stesso Hitler disse che la Romania procedeva, rispetto al "problema ebraico", con più decisione della Germania stessa.

## Le imputazioni, le prove e la sentenza
In questi Paesi il ruolo di Eichmann fu centrale nell'organizzazione; diverso il caso delle province orientali, dove si perpetrarono i maggiori crimini (e non a caso la prima accusa che gli fu rivolta fu quella di aver organizzato lo sterminio in queste regioni); qualsiasi documentazione presente in questi territori fu distrutta dai nazisti durante la loro ritirata, pertanto non c'erano prove di coinvolgimenti di Eichmann (tant'è che la sentenza disse che il baricentro del lavoro di Eichmann era stato il Reich e l'occidente, ma non l'est).
L'accusa introdusse pertanto una fila interminabile di testimoni, deportati in queste regioni, i quali non diedero nessun contributo pratico al processo né portarono prove, ma di fronte a cui nessun giudice (come del resto l'opinione pubblica) poté negare la possibilità di parlare, in virtù degli orrori vissuti. Oltretutto, poiché l'accusa esagerava enormemente le responsabilità di Eichmann, la corte si vedeva obbligata quasi a "difendere" quest'ultimo; negare l'attendibilità dei testimoni dell'accusa avrebbe esposto i giudici a feroci critiche.
Con queste udienze si sarebbe dovuto chiarire il ruolo di Eichmann nel:
- Comandare le Einsatzgruppen (unità mobili di massacro. Nessuna responsabilità di Eichmann, rispondevano solo a Heydrich);
- Approvvigionamento dei trasporti (per le deportazioni all'est. Assolto: l'amministrazione dell'est era compito dei comandanti SS);
- Comandare i campi di concentramento (Assolto: egli si occupava solo del trasporto);
- Decidere della sorte degli ebrei orientali (Assolto: era stata decisa da Hitler in persona già nel 1939).

Il processo ad Adolf Eichmann fu atipico anche perché Ben Gurion mise a disposizione dell'accusa enormi mezzi finanziari, con cui poté permettersi una gran quantità di collaboratori volti a ricontrollare gli atti del processo di Norimberga; la difesa non poté quindi controinterrogare i testimoni, in quanto deposero in altra sede. Il solo argomento a disposizione dell'avvocato di Eichmann fu contestare la validità del processo e del rapimento del suo assistito, giacché in Argentina i suoi crimini erano già caduti in prescrizione. Oltre che naturalmente dei testimoni, sui quali non ebbe tutti i torti.
La sola testimonianza che produsse effettivamente qualcosa di utile fu quella di Abba Kovner, ex partigiano ebreo. Egli parlò di Anton Schmid, sergente della Wehrmacht condannato a morte per aver aiutato ebrei fornendo loro passaporti falsi. Venne subito in mente quanto sarebbe stato diverso il mondo se ci fossero stati più uomini come lui. Perché se è vero che il regime totalitario cerca di togliere senso al martirio eliminando il ricordo del martire, facendolo semplicemente sparire, è altrettanto vero che l'enorme vastità del mondo, di persone, di casi, avrebbe reso impossibile la loro completa scomparsa. Come avvenuto per Schmid, il quale dovette aspettare la liberazione degli Alleati perché qualcuno sapesse del suo eroismo. Ma si era saputo. E a parte questo, pur con la certezza di sparire, aveva fatto quel che andava fatto. Secondo Arendt questa fu la sola testimonianza che apportò qualcosa al processo, e non certo per le conseguenze giuridiche.
Per avere un quadro più dettagliato della personalità di Eichmann è utile osservare i suoi gesti alla fine della guerra; fu catturato dagli Alleati ma non identificato; riuscì a fuggire dal carcere dov'era stato rinchiuso, per poi fuggire in Argentina sotto il falso nome di Ricardo Klement. Qui visse facendo lavori umili, finché la moglie – che risultava divorziata grazie alla corruzione di qualche funzionario compiacente – non lo raggiunse coi figli. Divenne capo meccanico alla Mercedes di Buenos Aires e si costruì una casa in una zona senza luce né acqua corrente. Disseminò numerosissimi indizi, come risposarsi e pubblicare un necrologio col cognome Eichmann. Egli era così affranto dalla sua piccolezza che non perdeva occasione per rivivere i fasti del Reich, così accettò di buon grado di farsi intervistare dall'ex-SS Willem Sassen. Quando si rese conto di essere pedinato dai servizi segreti israeliani, si lasciò catturare senza resistenza, esaltandosi perché con la sua condanna a morte avrebbe espiato i peccati della Germania nazista.
La sentenza lo riconobbe responsabile di crimini contro gli ebrei (favorendone lo sterminio, facendoli vivere in condizioni che avrebbero portato alla morte, causando danni psicologici e impedendo ulteriori nascite) e crimini contro l'umanità. Fu accettata la tesi secondo cui egli avrebbe solo reso possibile lo sterminio, ma non lo avrebbe messo in atto personalmente.
Questo è un punto fondamentale per capire come sia stato possibile l'Olocausto, secondo la Arendt: nessuno era responsabile, o meglio, nessuno vi si sentiva; facevano solo il proprio lavoro. Eichmann stesso si sentì vittima di un'ingiustizia, ed era profondamente convinto di star pagando per le colpe degli altri: dopotutto, lui era solo un burocrate che faceva il proprio lavoro, ed incidentalmente, questo coincideva con un crimine.
Dopo la sentenza di morte ci fu un altro appello, il quale servì a poco (l'avvocato di Eichmann presentò come "nuove prove" traduzioni di documenti già presentati dall'accusa). La corte d'appello, contraddicendo la sentenza precedente, lo ritenne "solo superiore di sé stesso" e organizzatore di tutti i crimini, sebbene fosse stato un semplice burocrate. Nuova condanna a morte, eseguita nello stesso giorno della sentenza. Contraddicendosi per l'ultima volta, Eichmann con le sue ultime parole affermò prima di essere un "Gottgläubiger"  (termine nazista per indicare un credente in Dio, ma che non segue la religione cristiana e non crede nella vita dopo la morte) per poi congedarsi con un «Tra breve, signori, ci rivedremo. Questo è il destino di tutti gli uomini. Viva la Germania, viva l'Argentina, viva l'Austria. Non le dimenticherò». In queste ultime parole, secondo Arendt, c'è il più puro Adolf Eichmann, e la spiegazione di come il nazismo abbia potuto perpetrare le sue barbarie: sfruttando la propensione della società, fatta di uomini normali – fin quasi a rasentare la mediocrità – come Adolf Eichmann, un uomo che recitò la parte di sé stesso pur di sentirsi glorificato. «Era come se in quegli ultimi minuti egli ricapitolasse la lezione che quel suo lungo viaggio nella malvagità umana ci aveva insegnato - la lezione della spaventosa, indicibile e inimmaginabile banalità del male».

## Epilogo
Secondo l'autrice, la sentenza non fu del tutto soddisfacente. Sebbene la conclusione sia stata giusta, al fine di evitare che quanto successo possa ripetersi, si sarebbe dovuto finalmente definire un valido motivo per cui Adolf Eichmann – come qualsiasi gerarca nazista – sia stato condannato, poiché già a Norimberga si sollevò il problema che egli non avesse violato alcuna legge già in vigore. Con la sentenza effettivamente pronunciata, si fece quanto dovuto (condannare a morte Eichmann) mediante mezzi sbagliati, ovvero attenendosi alle leggi di Israele, non accertando ciò che Eichmann aveva davvero fatto. L'unica ipotetica sentenza che per Arendt avrebbe avuto senso sarebbe stata basata sulle obiezioni di Karl Jaspers: Eichmann si era reso responsabile, commettendo crimini contro gli ebrei, di attentare all'umanità stessa, cioè alla sua base, il diritto di chiunque a esistere ed essere diverso dall'altro. Uccidendo delle persone per motivi razziali si negava la possibilità di esistere all'umanità stessa, che è tale solo perché espressione di diversità.
Arendt, a questo proposito, afferma che la legge del taglione ("una comunità offesa ha il dovere di punire il criminale" tramite una "rappresaglia"), sostenuta dal giurista Yosal Rogat, sia assolutamente anacronistica. Ciò nonostante essa è stata "la vera ragione della sua condanna a morte". «Poiché egli [Eichmann] era stato implicato e aveva avuto un ruolo centrale in un'impresa il cui scopo dichiarato era cancellare per sempre certe 'razze' dalla faccia della terra, per questa doveva esse eliminato». 
Immaginando di riscrivere le motivazioni della sentenza con quel coraggio di cui i giudici si sono rivelati privi, così conclude:

## Conclusioni
Questo processo diede occasione a molti di riflettere sulla natura umana e sui movimenti del presente. Eichmann, come detto, tutto era fuorché anormale: era questa la sua dote più spaventosa. Sarebbe stato meno temibile un mostro inumano, perché proprio in quanto tale rendeva difficile identificarvisi. Ma quel che diceva Eichmann e il modo in cui lo diceva, non faceva altro che tracciare il quadro di una persona che avrebbe potuto essere chiunque: chiunque poteva essere Eichmann, sarebbe bastato essere senza idee, come lui. Prima ancora che poco intelligente, egli non aveva idee e non si rendeva conto di quel che stava facendo. Era semplicemente una persona completamente calata nella realtà che aveva davanti: lavorare, cercare una promozione, riordinare numeri sulle statistiche, ecc. Più che l'intelligenza gli mancava la capacità di immaginare cosa stesse facendo. "Non era stupido: era semplicemente senza idee (una cosa molto diversa dalla stupidità), e tale mancanza di idee ne faceva un individuo predisposto a divenire uno dei più grandi criminali di quel periodo".
Questa lontananza dalla vera realtà e la mancanza di idee sono il presupposto fondamentale della tentazione totalitaria, che tende ad allontanare l'uomo dalla responsabilità del reale, rendendolo meno di un ingranaggio in una macchina. Come non si possano usare questi concetti lo si vede ancora meglio esaminando le giustificazioni addotte dai nazisti al processo di Norimberga: “azioni compiute per ordine superiore”; queste furono respinte perché, come disse la corte, “alle azioni manifestamente criminali non si deve obbedire”, principio che esiste nel diritto di ogni paese. Ma come si può distinguere il crimine quando si vive nel crimine? Quando ci si trovi di fronte a un massacro organizzato da uno Stato? Era questo che il processo ad Adolf Eichmann avrebbe dovuto spiegare. Egli si aggrappò al principio della "Ragion di Stato" (parlò di "azione di Stato") per giustificare i suoi crimini. In realtà però, la Ragion di Stato si appella ad una certa necessità connessa ad una situazione di emergenza, al fine di conservare l'ordine legale vigente, mentre la condizione del Terzo Reich era inversa: lo Stato si fondava su principi criminosi, e un'azione non criminosa, come l'ordine di Himmler dato alla fine dell'estate 1944 di sospendere le deportazioni, diventa essa stessa un'eccezione, un'azione compiuta per "Ragion di Stato", con il velleitario intento di poter contrattare con gli Alleati. In tale condizione, in pochi seppero in sostanza distinguere il bene dal male.
Sarebbe però riduttivo vedere in questo libro una mera critica al totalitarismo. Arendt si occupa della genesi del male, non tanto della sua manifestazione. Nel pensiero di H. Arendt per un essere umano è male l'essere un inconsapevole volontario, il braccio intenzionalmente inconsapevole di qualcun altro, ed è qualcosa di estremamente comune e banale, che il potere può organizzare e utilizzare in moltissime maniere. Il regime totalitario è una di quelle possibili, è ingenuo pensare che sia l'unica, banalizzando così il pensiero di H. Arendt.

## Critiche
Nel suo libro del 2006, Becoming Eichmann: Rethinking the Life, Crimes and Trial of a "Desk Murderer", lo studioso dell'Olocausto David Cesarani ha contestato decisamente il ritratto di Eichmann fatto da H. Arendt. Secondo Cesarani, H. Arendt assistette solo a una parte del processo ("al massimo quattro giorni"), e basò i suoi resoconti principalmente sulle registrazioni e sulla trascrizione del processo. Cesarani ritiene, inoltre, che questo fatto possa aver distorto la sua opinione su Eichmann, poiché proprio durante le fasi del processo in cui lei era assente sarebbero emersi gli aspetti più rilevanti del carattere di quest'ultimo. Cesarani ha avanzato anche l'ipotesi che Eichmann fosse in realtà fortemente antisemita e che questi sentimenti fossero alla base delle sue azioni. Pertanto, egli sostiene che le affermazioni di Arendt secondo cui le motivazioni di Eichmann furono "banali" e non ideologiche (e che egli avesse rinunciato al suo libero arbitrio, obbedendo ciecamente agli ordini di Hitler), sarebbero inconsistenti.
Secondo Cesarani, i pregiudizi di H. Arendt hanno influenzato le sue opinioni espresse durante il processo. Egli sostiene, inoltre, che, come molti ebrei di origine tedesca, lei disprezzasse molto gli Ostjuden, e ciò l'avrebbe indotta a contestare l'operato del procuratore capo, Gideon Hausner, che era di origine ebraico-galiziana.
Secondo Cesarani, in una lettera a Karl Jaspers, Arendt affermò che Hausner era "un tipico ebreo galiziano... che commetteva costantemente errori. Probabilmente una di quelle persone che non conoscono alcuna lingua". Lo storico aggiunge che alcune delle opinioni di Arendt sugli ebrei di origine mediorientale rasentavano il razzismo, come si evincerebbe dalla descrizione delle folle israeliane nella stessa lettera a Karl Jaspers: "La mia prima impressione: in alto, i giudici, il meglio dell'ebraismo tedesco. Sotto di loro, i pubblici ministeri , galiziani, ma pur sempre europei. Tutto è organizzato da una polizia che mi fa venire i brividi, che parla solo un ebraico che sembra arabo. Tra loro ci sono dei tipi decisamente brutali. Obbedirebbero a qualsiasi ordine. E fuori dalle porte, la folla orientale, come se fossimo a Istanbul o in qualche altro paese semiasiatico".

## Traduzioni
- La banalità del male. Eichmann a Gerusalemme, traduzione di Piero Bernardini, Milano, Feltrinelli, I edizione, ottobre 1964 (riveduta e corretta dall'autrice rispetto alla prima edizione del 1963).
- Hannah Arendt, La banalità del male. Eichmann a Gerusalemme, Milano, Feltrinelli, 2004, ISBN 8807816407.
- La banalità del male. Eichmann a Gerusalemme, Collana Universale Economica. Saggi, Milano, Feltrinelli, 2012,  p. 320, ISBN 978-88-07-88322-4.

## Filmografia
- Uno specialista - Ritratto di un criminale moderno (1999) Documentario girato con materiale tratto dal processo tenuto in Israele nel 1961, scritto da Rony Brauman e Eyal Sivan ispirandosi a La banalità del male di Hannah Arendt.
- Hannah Arendt (2012) di Margarethe von Trotta con Barbara Sukowa, Axel Milberg, Janet Mc Teer, Julia Jentsch, Ulrich Noethen.
- Conspiracy - Soluzione finale (2001) di Frank Pierson con Stanley Tucci. Resoconto filmico della conferenza di Wannsee, tratto dal diario redatto di propria mano da Adolf Eichmann durante la riunione dei vertici delle SS per scegliere le procedure di fattibilità della Endlösung ("soluzione finale").